# لوکا پالاتزو
لوکا پالاتزو (انگلیسی: Luca Palazzo؛ زادهٔ ۲۱ فوریهٔ ۱۹۸۷) بازیکن فوتبال اهل ایتالیا است.
از باشگاه‌هایی که در آن بازی کرده‌است می‌توان به باشگاه فوتبال اینتر میلان و باشگاه فوتبال وارزه اشاره کرد.
وی همچنین در تیم‌های ملی فوتبال زیر ۱۸ سال ایتالیا و Italy Lega Pro representative teams بازی کرده‌است.